# Tierra indígena Raposa Serra do Sol
La Reserva Indígena Raposa-Serra do Sol es una reserva indígena en Brasil. Fue creada para que se establecieran en ella los makuxí, wapishana, ingarikó, taurepang y patamona, pero es constantemente invadida por los mineros. Fue homologada como Tierra Indígena por el decreto del 18 de abril de 2005. Está ubicada al norte del estado brasileño de Roraima y es la más grande del país y una de las mayores reservas indígenas del mundo, con una superficie de 1.743.089 hectáreas y un perímetro de unos 1000 km.
La creación de Raposa/Serra do Sol ha sido sujeto de fuertes controversias desde que se la propuso por primera vez en 1993. Hay una serie de razones, entre ellas preocupaciones de seguridad nacional e integridad territorial. Después de haber sido identificada como tierra ancestral indígena por la Fundación Nacional del Indio de Brasil (FUNAI), fue demarcada durante la administración de Fernando Henrique Cardoso. Tras una intensa campaña por parte del Consejo Indígena de Roraima, la organización de defensa de los derechos indígenas Survival International y muchas otras ONGs de Brasil y de otros lugares, el presidente Luís Inácio Lula da Silva reconoció legalmente la reserva el 15 de abril de 2005. 
Dicha decisión despertó una ola de violencia contra la población indígena a manos de los arroceros, apoyados por las autoridades locales. El estado de Roraima llevó la decisión del Gobierno a los tribunales, solicitando la reducción del tamaño de la reserva. En mayo de 2009 el Tribunal Supremo de Brasil decidió que la reserva debería ser habitada solamente por indígenas y comenzaron a trasladar a la población no indígena. 
La zona tiene dos paisajes naturales principales: llanuras cubiertas de un tipo de vegetación similar a la de la Ecorregión del Cerrado, y altas montañas cubiertas de selva tropical densa. Está habitada por unas 20 000 personas, mayoritariamente makuxí. También la ocupan otros agricultores no indígenas.
La zona incluye dos grandes paisajes naturales: llanuras ocupadas por un tipo de vegetación similar a la del cerrado y montañas escarpadas cubiertas por una espesa selva tropical. Las montañas de Pacaraima en el norte del territorio separan a Brasil de Venezuela y Guyana. El territorio contiene las 116.748 hectáreas (288.490 acres) del Parque Nacional Monte Roraima, creado en 198
La lengua y el nivel de contacto con la sociedad mayoritaria brasileña varía mucho entre los distintos pueblos de la reserva. Los makuxí tienen bastante contacto con la sociedad local no indígena, mientras que otros todavía se mantienen apartados. La mayoría de los indígenas de la reserva no habla portugués. Gran parte del contacto que los indígenas han tenido con la sociedad dominante ha sido por investigadores de FUNAI, misionarios, militares, buscadores de oro y agricultores que cultivan arroz en las llanuras húmedas. 